# Șerban Raicu
Șerban Raicu est un ingénieur roumain, spécialiste en transports ferroviaires. Il est né le 30 septembre 1940 dans le village de Pietroșița, Județ de Dâmbovița, Roumanie. Après des études. Secondaires au  Lycée Ienăchiță Văcărescu  (1957),  Șerban Raicu obtint son diplôme d’ingénieur à la Faculté de Transports de l’Institut Polytechnique de Bucarest en (1962).
Eh 1978, Il fut nommé Maître de conférences  à l’Institut Polytechnique de Bucarest, étant promu professeur en 1988. De 1996 à 2004 il fut doyen de la Faculté de Transports et de 2004 à 2010 Vice-recteur de l’Université Politehnica de Bucarest.
Șerban Raicu est Membre du comité technique pour systèmes de transport de la Fédération internationale du contrôle automatique (1996) ,  membre fondateur de l’ Académie des sciences techniques de Roumanie et membre de l’Académie américano-roumaine des arts et sciences ,,